# Lituania en los Juegos Paralímpicos de Barcelona 1992
Lituania estuvo representada en los Juegos Paralímpicos de Barcelona 1992 por cuatro deportistas, tres mujeres y un hombre.

## Medallistas
El equipo paralímpico lituano obtuvo las siguientes medallas:
| Nombre               | Deporte   | Evento                   |
| -------------------- | --------- | ------------------------ |
| Oro                  |           |                          |
| —                    |           |                          |
| Plata                |           |                          |
| Sigita Kriaučiūnienė | Atletismo | 800 m B1 femenino        |
| Sigita Kriaučiūnienė | Atletismo | 1500 m B1 femenino       |
| Sigita Kriaučiūnienė | Atletismo | 3000 m B1 femenino       |
| Vytautas Girnius     | Atletismo | Pentatlón B1 masculino   |
| Bronce               |           |                          |
| Sigita Kriaučiūnienė | Atletismo | 400 m B1 femenino        |
| Danutė Smidek        | Atletismo | 3000 m B2 femenino       |
| Malda Baumgartė      | Atletismo | Pentatlón PW3-4 femenino |